# بريا توماس
بريا توماس هي كاتبة غنائية ومغنية كندية، ولدت في 1971.

## وصلات خارجية
- بريا توماس على موقع ميوزك برينز (الإنجليزية)
- بريا توماس على موقع أول ميوزيك (الإنجليزية)
- بريا توماس على موقع ديسكوغز (الإنجليزية)